# メーデ
メーデ（伊: Mede）は、イタリア共和国ロンバルディア州パヴィーア県にある、人口約6,300人の基礎自治体（コムーネ）。

## 地理

### 位置・広がり

#### 隣接コムーネ
隣接するコムーネは以下の通り。
- フラスカローロ
- ガンバラーナ
- ロメッロ
- ピエーヴェ・デル・カイロ
- サルティラーナ・ロメッリーナ
- セミアーナ
- トッレ・ベレッティ・エ・カステッラーロ
- ヴィッラ・ビスコッシ

### 気候分類・地震分類
気候分類では、zona E, 2619 GGに分類される。
また、イタリアの地震リスク階級 (it) では、zona 3 (sismicità bassa) に分類される
。

## 歴史
ローマ時代には重要な経済の中心地だった。ノヴァーラ市民博物館(Museo Civico di Novara)には、いくつか考古学的な発掘品が集められている。
1157年には、フェデリーコ・バルバロッサによりロメッロ辺境伯の封土とされた。
フランス時代を経て1499年にはミラノ公国の一部となった。
1525年のスペイン継承戦争後の1706年、オーストリア軍と戦ったエウジェニオ・ディ・サヴォイアにより征服された。
そしてオーストリアは1707年にロメッリーナの全てをサヴォイアに譲渡した。

## 行政

### 分離集落
メーデには、以下の分離集落（フラツィオーネ）がある。
- Goido, Parzano, Tortorolo

## 経済
農業の中心地として扱われている。主な農産物は米。金属細工も盛ん。